# Tiếng Zaza
Tiếng Zaza - còn gọi là tiếng Kirmanj, tiếng Kird hoặc tiếng Diml - là ngôn ngữ được nói chủ yếu ở phía đông Thổ Nhĩ Kỳ. Tiếng Zaza là một phần của nhóm Tây, ngữ chi Iran, ngữ hệ Ấn-Âu. Ngôn ngữ này có nhiều điểm chung về đặc điểm, cấu trúc và từ vựng với tiếng Gora, đồng thời cũng có một số nét tương đồng với tiếng Talysh và các ngôn ngữ Caspi khác. Theo Ethnologue (dẫn lại Paul (1998)) thì số người dùng ngôn ngữ này nằm trong khoảng 1,5 - 2,5 triệu người. Theo Nevins, số người nói tiếng Zaza là từ 2 đến 4 triệu.

## Phân loại
Từ góc độ ngôn ngữ nói thì họ hàng gần nhất với tiếng Zaza là tiếng Mazandaran, tiếng Hewram, tiếng Gilak và các ngôn ngữ Caspi khác. Tuy nhiên, việc phân loại tiếng Zaza lại hàm chứa vấn đề chính trị. Một số ít nhà ngôn ngữ học cho rằng tiếng Zaza là phương ngữ con của tiếng Kurd.

## Phương ngữ
Tiếng Zaza gồm một số phương ngữ chính:
- Zaza Bắc:[5] được nói tại các tỉnh Tunceli, Erzincan, Erzurum, Sivas, Gumushane, Mus (Varto), Kayseri (Sariz).

Các phương ngữ con là:
- Tây-Dersim
- Đông-Dersim
- Varto
- Các phương ngữ vùng biên giới như Sarız và Koçgiri

- Zaza Nam:[7] được nói tại các tỉnh Şanlıurfa (Siverek), Diyarbakır (Cermik, Egil), Adiyaman, Malatya

Các phương ngữ con là:
- Siverek
- Cermik, Gerger
- Các phương ngữ vùng biên giới như Mutki và Aksaray

## Bảng chữ cái
Bảng chữ cái Zaza gồm 31 chữ cái:
| Chữ cái | A a | B b | C c  | Ç ç  | D d | E e | Ê ê | F f | G g | H h | I i | Î î | J j | K k | L l | M m | N n | O o | P p | Q q | R r | S s | Ş ş | T t | U u | Û û | V v | W w | X x | Y y | Z z | Ž<br /ž |
| Tên     | a   | be  | ce   | çe   | de  | e   | ê   | fe  | ge  | he  | i   | î   | je  | ke  | le  | me  | ne  | o   | pe  | qe  | re  | se  | şe  | te  | u   | û   | ve  | we  | xe  | ye  | ze  | že      |
| Phát âm | /a/ | /b/ | /dz/ | /ts/ | /d/ | /ɛ/ | /e/ | /f/ | /g/ | /h/ | /ɪ/ | /i/ | /ʒ/ | /k/ | /l/ | /m/ | /n/ | /o/ | /p/ | /q/ | /r/ | /s/ | /ʃ/ | /t/ | /y/ | /u/ | /v/ | /w/ | /x/ | /j/ | /z/ | /ɲ̩/     |

Ghi chú
1. ↑  /dʒ/ trước /e i y/
2. ↑  /tʃ/ trước /e i y/